# Leipoldtia uniflora
Leipoldtia uniflora är en isörtsväxtart som beskrevs av L. Bol. Leipoldtia uniflora ingår i släktet Leipoldtia och familjen isörtsväxter. Inga underarter finns listade i Catalogue of Life.